# Dymphna

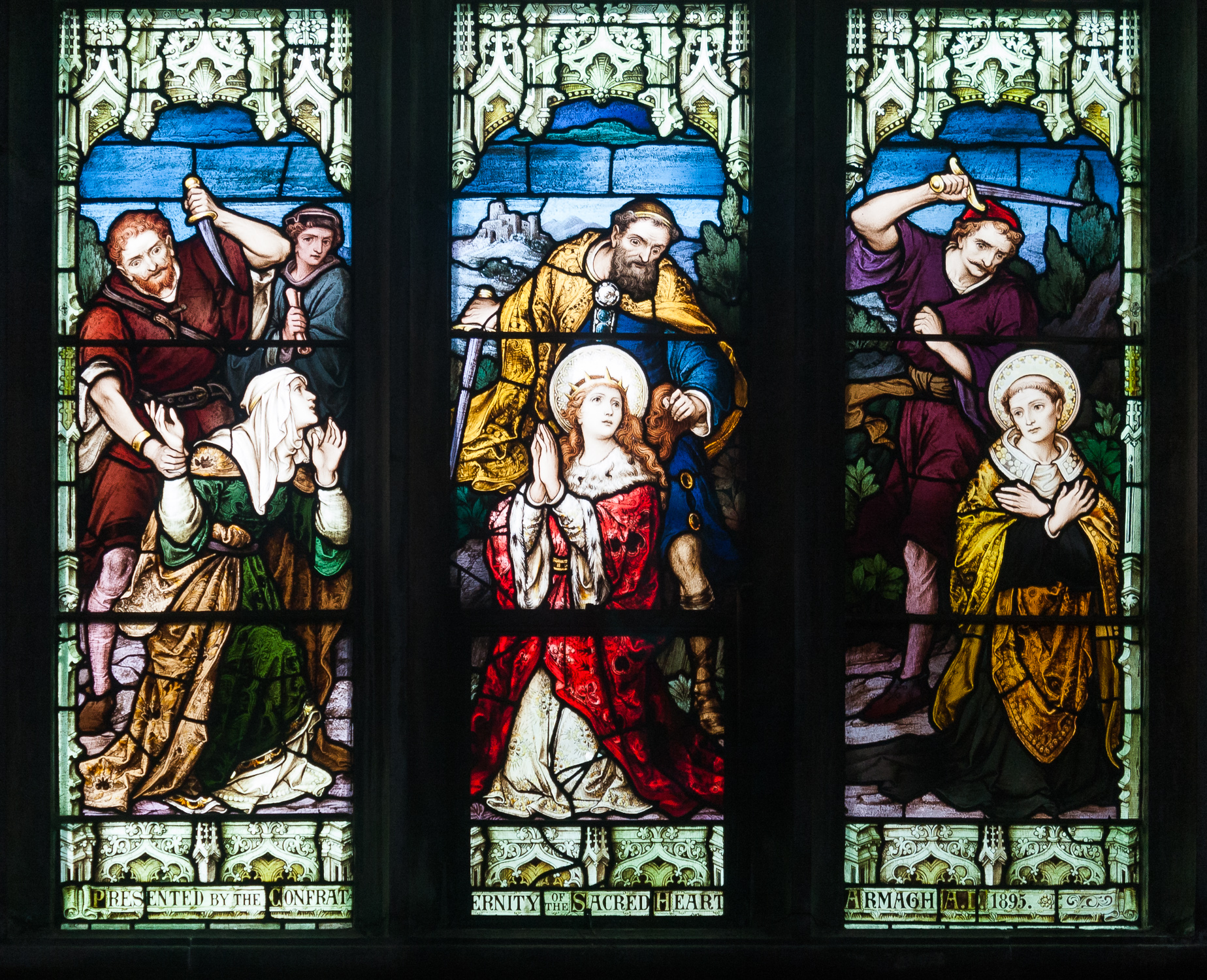
Das Martyrium der Dymphna, des Priesters Gerebernus und einer Getreuen in einer um 1895 entstandenen Glasmalerei der Mayer’schen Hofkunstanstalt in der St. Patrick’s Cathedral in Armagh

Die Hl. Dymphna (auch Dimpna, Dymfna, Dimfna, Dympna und Dympha, irisch auch Damhnait oder Davnet) ist die Patronin der psychisch Kranken. Die Verehrung als Heilige geht zurück auf eine Entdeckung der Gebeine eines Mannes und einer Frau bei Geel in Belgien im 13. Jahrhundert, die zur Wiederbelebung einer mündlichen Überlieferung führte. Diese wurde zur Grundlage der durch den Kanoniker Pierre in Saint-Aubert im Auftrag des Bischofs von Cambrai, Guy I. de Laon aufgezeichneten Vita. Der Vita wird jedoch kein historischer Wert beigemessen. Dymphna wurde eine irische Herkunft zugeschrieben. Im 19. Jahrhundert wurde sie deshalb konkret mit der irischen Heiligen Damhnad aus Tedavnet (einem Townland in County Monaghan) verknüpft. Diese Verbindung ist jedoch nachweislich falsch.
Für Dymphna wurde die Sint-Dimpnakerk in Geel errichtet, die vor allem Geisteskranke anzog, die mit ihren Reliquien in Berührung gebracht wurden. Zwischen zwei Strebepfeilern der südlichen Längswand des Kirchenschiffs dieser Kirche befinden sich im 16. oder 17. Jahrhundert entstandene Irrenzellen.
Einer mündlichen Überlieferung zufolge wurden die Gebeine der heiligen Dymphna entdeckt und brachten ein Wunder hervor: Ein toter Mann wurde wiederbelebt, nachdem er mit ihren Knochen geschlagen wurde. Dieses Ereignis galt als Beweis für die wunderwirkende Kraft ihrer Reliquien. Diese Geschichte könnte auf eine Variation der Bibelgeschichte aus 2 Könige 13:21 zurückgehen, in der ein Toter durch den Kontakt mit den Knochen des Propheten Elischa wieder zum Leben erweckt wurde.

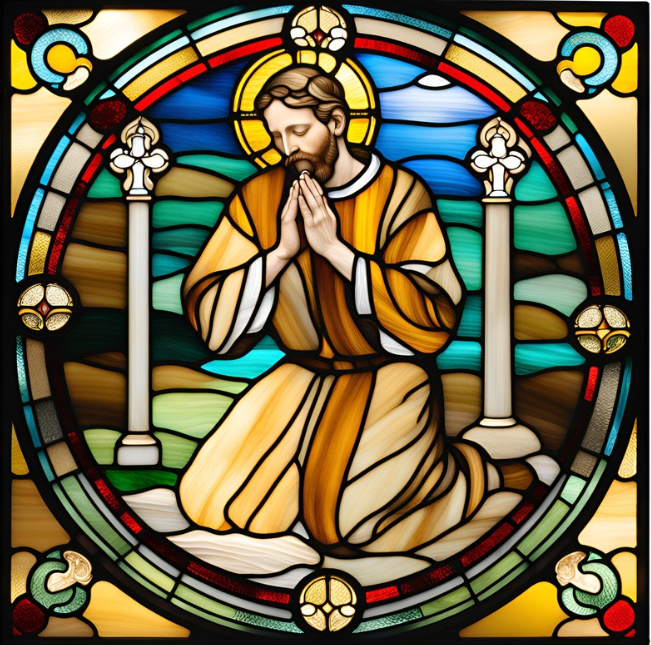
Buntglasbild (1836, unbekannter Künstler) in der Kirche Sint-Dimpnakerk in Geel. Es stellt den Heiligen Amandus dar, der durch die Knochen Dymphnas wiederbelebt wurde. Einer anderen Überlieferung zufolge handelt es sich jedoch um den heiligen Gebenerus, der an den wunderwirkenden Reliquien Dymphnas um geistiges Heil für die Welt betet.

## Leben

### Frühes Leben
Dymphna wurde der Legende nach um das Jahr 620 in Irland geboren. Sie stammte aus einem königlichen Haus; ihr Vater, Damon, war ein heidnischer König, während ihre Mutter eine fromme Christin war. Unter dem Einfluss ihrer Mutter wurde Dymphna im christlichen Glauben erzogen und legte bereits in jungen Jahren ein Keuschheitsgelübde ab. Ihre tiefe Frömmigkeit und Hingabe an Gott waren zentrale Merkmale ihres Charakters.

### Tod der Mutter und Verfolgung durch den Vater
Der Tod ihrer Mutter, als Dymphna noch ein junges Mädchen war, markierte einen Wendepunkt in ihrem Leben. König Damon verfiel nach dem Tod seiner Frau in tiefe Trauer und Verzweiflung. Aufgrund seiner geistigen Umnachtung fasste er schließlich den unheiligen Entschluss, seine eigene Tochter zu heiraten, da Dymphna ihrer verstorbenen Mutter stark ähnelte. Entsetzt über diesen sündhaften Wunsch, lehnte Dymphna die Heiratsanfrage ihres Vaters kategorisch ab.

### Flucht nach Geel
Um den unzüchtigen Forderungen ihres Vaters zu entkommen, floh Dymphna zusammen mit ihrem Beichtvater, dem Priester Gerebernus, und einigen Begleitern aus Irland. Die Gruppe fand schließlich in der Stadt Geel im heutigen Belgien Zuflucht, wo sie ein frommes und zurückgezogenes Leben führten. Ihre Anonymität blieb jedoch nicht von Dauer. Der Legende zufolge entdeckten die Leute des Königs Dymphnas Aufenthaltsort, als sie Münzen aus ihrer Heimat benutzte, die in der Region ungewöhnlich waren.

### Martyrium
Als König Damon den Aufenthaltsort seiner Tochter erfuhr, reiste er persönlich nach Geel. Er versuchte erneut, Dymphna zur Ehe zu zwingen, doch sie wies ihn abermals zurück. In einem Wutanfall ließ er zuerst den Priester Gerebernus töten und enthauptete anschließend seine eigene Tochter. Dymphna starb um das Jahr 640 als Märtyrerin im Alter von etwa 15 Jahren.

## Ikonographie

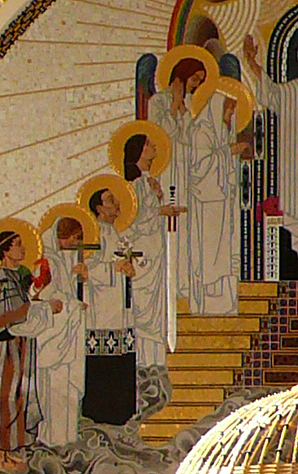
Hl. Dymphna mit Schwert (Altarbild der Kirche am Steinhof)

Dymphna wird als Königstochter, als Eremitin mit dem Teufel, mit Gerebernus oder beim Martyrium dargestellt. Sie ist unter anderem auf dem Altarbild der zum Krankenhaus Steinhof gehörenden Kirche am Steinhof von Otto Wagner in Wien abgebildet. In dieser Darstellung trägt sie ein Schwert als Symbol für ihre Enthauptung. Die Heilige Dymphna wird oft mit Lilien dargestellt, die als Symbol ihrer Jungfräulichkeit gelten.

## Gedenktag
Ihr Gedenktag ist der 15. Mai. In manchen Regionen fällt ihr Gedenktag auch auf den 30. Mai.